# Leichtathletik-Europameisterschaften 1962/Dreisprung der Männer

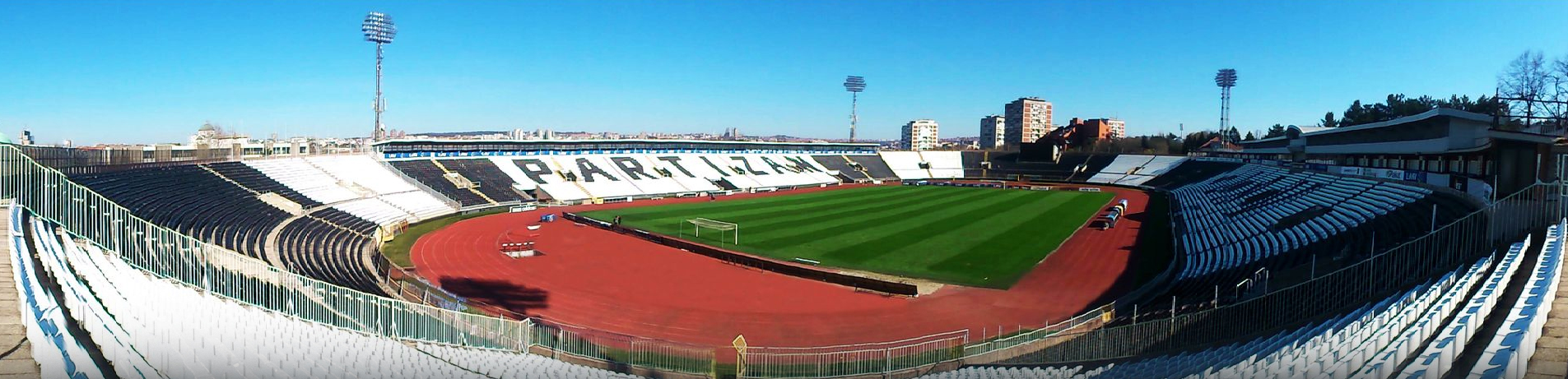
Panoramablick auf das Partizan-Stadion 2014 – 52 Jahre
nach den dortigen Europameisterschaften

Der Dreisprung der Männer bei den Leichtathletik-Europameisterschaften 1962 wurde am 12. und 13. September 1962 im Belgrader Partizan-Stadion ausgetragen.
In diesem Wettbewerb gingen mit Silber und Bronze zwei Medaillen an die Sowjetunion. Europameister wurde der polnische Olympiasieger von 1960, Titelverteidiger und Weltrekordinhaber Józef Szmidt. Er gewann vor dem Olympiazweiten von 1960 Wladimir Gorjajew. Bronze ging an Oleg Fjodossejew.

## Rekorde

### Bestehende Rekorde
| Weltrekord           | 17,03 m | Józef Szmidt | Olsztyn, Polen         | 5. August 1960  |
| Europarekord         | 17,03 m | Józef Szmidt | Olsztyn, Polen         | 5. August 1960  |
| Meisterschaftsrekord | 16,43 m | Józef Szmidt | EM Stockholm, Schweden | 23. August 1958 |

### Rekordverbesserung
Im Finale am 13. September wurde der bestehende EM-Rekord verbessert und es gab einen neuen Landesrekord.
- Meisterschaftsrekord: 16,55 m – Józef Szmidt, Polen
- Landesrekord: 15,68 m – Radoslav Jocić, Jugoslawien

## Qualifikation

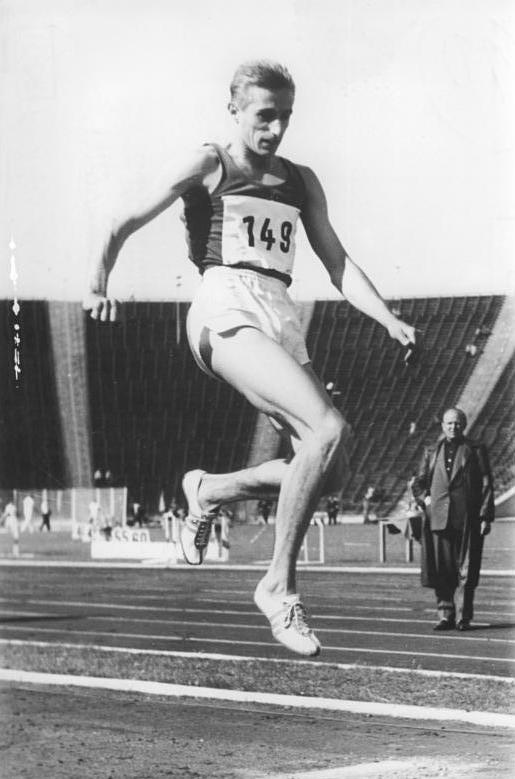
Mit 14,94 m und Platz 23 in der Qualifikation hatte Karl Thierfelder keine Chance auf die Finalteilnahme

12. September 1962, 18.20 Uhr
Die 23 Teilnehmer traten zu einer gemeinsamen Qualifikationsrunde an. Neun Athleten (hellblau unterlegt) übertrafen die Qualifikationsweite für den direkten Finaleinzug von 15,50 m. Damit war die Mindestanzahl von zwölf Finalteilnehmern nicht erreicht. Das Finalfeld wurde mit den nächsten drei bestplatzierten Sportlern (hellgrün unterlegt) auf zwölf Springer aufgefüllt. So reichten schließlich 15,40 m für die Finalteilnahme.
| Platz | Name                       | Nation         | Weite (m) |
| ----- | -------------------------- | -------------- | --------- |
| 1     | Józef Szmidt               | Polen          | 15,98     |
| 2     | Jan Jaskólski              | Polen          | 15,86     |
| 3     | Manfred Hinze              | Deutschland    | 15,79     |
| 4     | Vilhjálmur Einarsson       | Island         | 15,76     |
| 5     | Oleg Fjodossejew           | Sowjetunion    | 15,68     |
| 6     | Radoslav Jocić             | Jugoslawien    | 15,58     |
| 7     | Wladimir Gorjajew          | Sowjetunion    | 15,54     |
| 8     | Kari Rahkamo               | Finnland       | 15,53     |
| 9     | Ljuben Gurguschinow        | Bulgarien      | 15,50     |
| 10    | Enzo Cavalli               | Italien        | 15,48     |
| 11    | Hans-Jürgen Rückborn       | Deutschland    | 15,44     |
| 12    | Odd Bergh                  | Norwegen       | 15,40     |
| 13    | Witold Krejer              | Sowjetunion    | 15,39     |
| 14    | Fred Alsop                 | Großbritannien | 15,33     |
| 15    | Mike Ralph                 | Großbritannien | 15,31     |
| 16    | Éric Battista              | Frankreich     | 15,22     |
| 17    | Yrjö Tamminen              | Finnland       | 15,20     |
| 18    | Dodyu Patarinski           | Jugoslawien    | 15,18     |
| 19    | Giuseppe Gentile           | Italien        | 15,16     |
| 20    | Șerban Ciochină            | Rumänien       | 15,07     |
| 21    | Ioan Sorin                 | Rumänien       | 15,06     |
| 22    | Luis Felipe Areta Sampériz | Spanien        | 15,06     |
| 23    | Karl Thierfelder           | Deutschland    | 14,94     |

## Finale

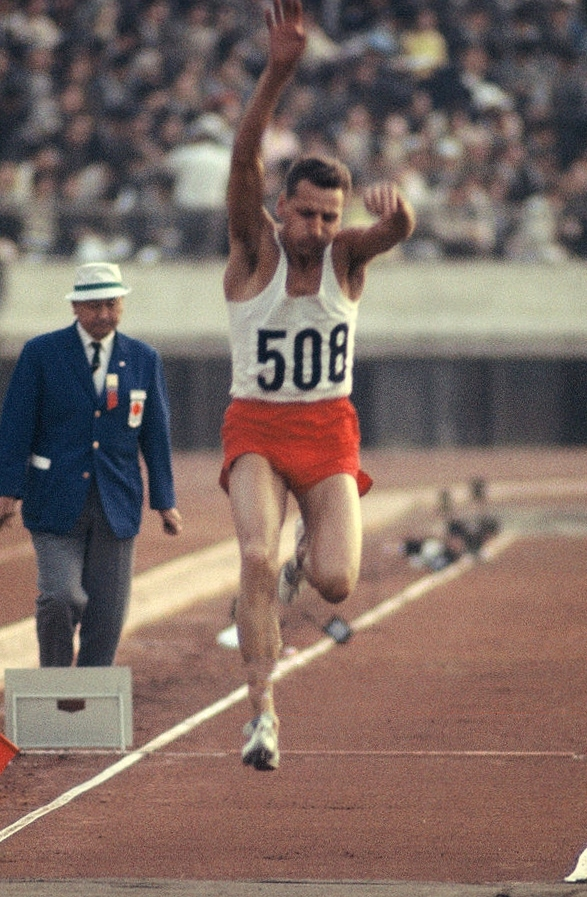
Als Weltrekordler und Olympiasieger (1960/1964) beherrschte der jetzt zweifache Europameister Józef Szmidt in diesen Jahren den Dreisprung

13. September 1962
| Platz | Name                 | Nation      | Weite (m) |
| ----- | -------------------- | ----------- | --------- |
| 1     | Józef Szmidt         | Polen       | 16,55 CR  |
| 2     | Wladimir Gorjajew    | Sowjetunion | 16,39     |
| 3     | Oleg Fjodossejew     | Sowjetunion | 16,24     |
| 4     | Jan Jaskólski        | Polen       | 16,02     |
| 5     | Radoslav Jocić       | Jugoslawien | 15,68 NR  |
| 6     | Vilhjálmur Einarsson | Island      | 15,62     |
| 7     | Odd Bergh            | Norwegen    | 15,52     |
| 8     | Ljuben Gurguschinow  | Bulgarien   | 15,22     |
| 9     | Hans-Jürgen Rückborn | Deutschland | 15,11     |
| 10    | Enzo Cavalli         | Italien     | 15,09     |
| 11    | Kari Rahkamo         | Finnland    | 15,09     |
| 12    | Manfred Hinze        | Deutschland | 13,67     |

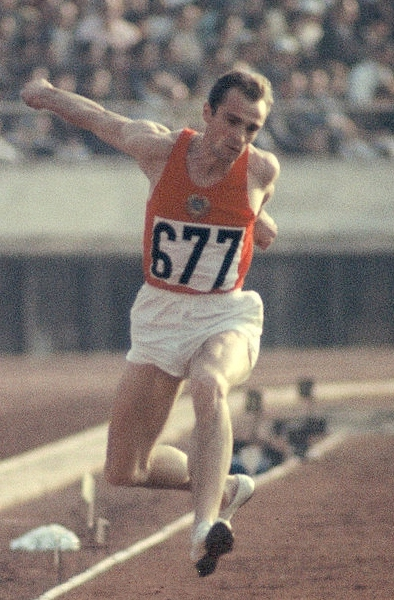
Bronzemedaillengewinner Oleg Fjodossejew – 1964 gewann er olympisches Silber
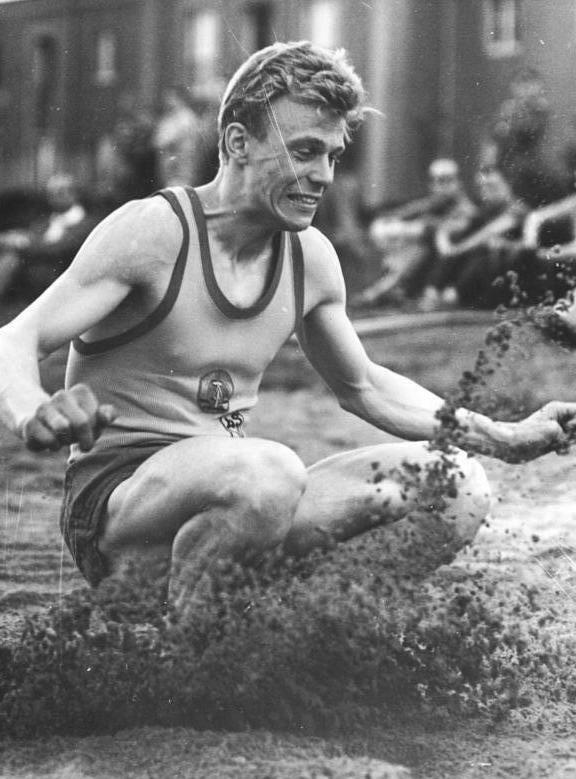
Hans-Jürgen Rückborn kam auf den neunten Platz
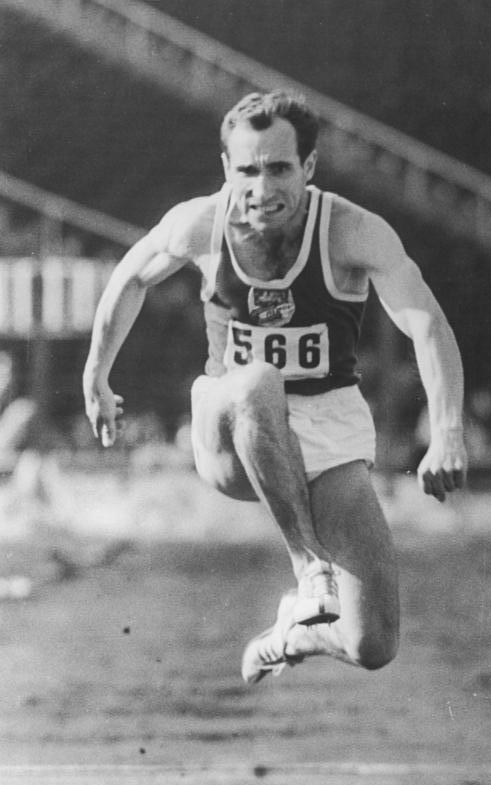
Manfred Hinze, in der Qualifikation noch auf Rang drei, wurde in diesem Finale Zwölfter